# Kriegsmarine
La Kriegsmarine /ˈkʀiːksmaˌʀiːnə/ (in tedesco: Marina da Guerra) era il nome della Marina militare tedesca durante la seconda guerra mondiale, erede della Kaiserliche Marine.
Il trattato di Versailles aveva imposto rigorosi limiti alla marina tedesca e le aveva proibito la progettazione e realizzazione di sommergibili, portaerei, aerei navali e artiglieria costiera pesante; il dislocamento delle nuove navi non poteva superare le 10 000 tonnellate. Ma il 18 giugno del 1935 fu firmato il trattato navale anglo-tedesco che, pur limitando la forza della marina tedesca al 35% di quella inglese, permetteva alla Germania di avere sommergibili e altri tipi di navi che il trattato di Versailles le aveva proibito.
Nel 1937 ebbe così inizio un ambizioso piano di costruzioni navali (piano Z) e al settembre del 1939 la marina tedesca contava 3 corazzate tascabili, 2 incrociatori pesanti, 6 incrociatori leggeri, 22 cacciatorpediniere, 20 torpediniere e 59 U-Boot. Nel corso del conflitto entrarono in servizio le corazzate Tirpitz e Bismarck, l'incrociatore pesante Prinz Eugen, le navi da battaglia veloci Scharnhorst e Gneisenau e altri 15 cacciatorpediniere.
Alla fine della guerra, la marina militare tedesca subì un forte ridimensionamento dovuto alle limitazioni imposte ai paesi sconfitti. Il riarmo e la riorganizzazione nell'ambito NATO in funzione anti sovietica avverrà dal 1956 con il nome di Bundesmarine.

## Organizzazione
La Kriegsmarine era divisa in tre branche fondamentali sotto il comando del grandammiraglio Erich Raeder.
Le navi da battaglia dipendevano direttamente dall'Oberkommando der Marine (OKM) e poi da comandanti di gruppo (Gruppenkommandos). Le flottiglie di dragamine, navi pattuglia, navi per la difesa costiera e navi ausiliare erano ai comandi della Sezione di sicurezza navale. La terza branca, che sarebbe diventata la peggior minaccia per gli Alleati in mare, era il Comando sommergibili di Karl Dönitz.
A differenza della maggior parte delle altre marine, la Kriegsmarine non aveva aeroplani in proprio; all'OKM (Oberkommando der Marine), venne assegnato un generale dell'aviazione, il quale doveva fornire alla marina i mezzi di cui aveva bisogno. Il Führer der Marineluftstreitkräfte era il maggior generale Hans Geisler.

## La Kriegsmarine in guerra

### I primi anni di guerra
La guerra iniziò, sia con notevoli successi, sia con significativi fallimenti. I sommergibili tedeschi conseguirono le prime vittorie (affondando le navi inglesi Courageous e Royal Oak). Le unità navali sostennero una parte importante nella conquista della fortezza costiera polacca di Westerplatte presso Danzica; navi tedesche trasportarono truppe in Norvegia e i sommergibili minacciavano le linee di rifornimento della Gran Bretagna. In queste operazioni i tedeschi persero 3 incrociatori (1 pesante e 2 leggeri) e 10 cacciatorpediniere.

### Operazioni nel Mediterraneo
Nel giugno del 1940 fu costituito a Roma un ufficio tedesco di collegamento navale agli ordini del contrammiraglio Eberhard Weichold: il compito di questo ufficio era di mantenere in funzione le linee di rifornimento necessarie alle truppe tedesche che combattevano in Africa settentrionale.
Dopo l'inizio dell'attacco contro Tobruch, il 23 maggio 1942, la Kriegsmarine istituì il Posto di comando Nordafrica: dirigeva le operazioni navali, compresa la disposizione dei sottomarini e delle flottiglie di torpediniere e dragamine, ed era responsabile della consegna di rifornimenti e rinforzi. All'inizio del 1942 vi erano 24 sommergibili in azione nel Mediterraneo, che, con l'aggiunta di piccole navi e basi costiere, costituivano una forza di circa 15 000 uomini. In seguito al crollo dell'Italia nel 1943, la marina tedesca poté fare ben poco per contrastare la superiorità navale degli inglesi nel Mediterraneo, ma riuscì ad effettuare operazioni notevoli nel trasporto di truppe nell'Egeo.

### Operazioni sul Fronte orientale
Normalmente la Kriegsmarine teneva nel Baltico una flotta che comprendeva: 2 vecchie corazzate, 2 incrociatori leggeri, 3 cacciatorpediniere, 9 torpediniere e 8 posamine. Quando, il 22 giugno 1941, iniziò la guerra contro l'Unione Sovietica, i tedeschi diedero inizio all'offensiva con mine marine: nei primi giorni della campagna, tedeschi e finlandesi ne posarono più di 5 000. Le mine, le torpediniere e gli aeroplani della Luftwaffe inflissero gravi perdite ai sovietici e la Germania riuscì a controllare il Baltico senza dover impiegare grandi risorse.
Dal settembre del 1944, in seguito alla resa della Finlandia, la Svezia chiuse i suoi porti alla navigazione tedesca: le operazioni navali della Kriegsmarine sul Baltico consistettero, così, nella mera evacuazione di truppe e di profughi.
Nel Mar Nero la Kriegsmarine, agli ordini dell'ammiraglio Von Studnitz, utilizzò i propri mezzi nella posa e dragaggio di micidiali mine, nonché nel trasporto marittimo di truppe.

### La battaglia dell'Atlantico
Nel 1940 l'ammiraglio Karl Dönitz dichiarò che "l'U-Boot da solo poteva vincere la guerra"; infatti il sommergibile fu il maggior ostacolo per il successo degli Alleati: per la seconda volta in 25 anni la Germania riuscì a tagliare le comunicazioni marittime degli Alleati.
L'arma degli U-Boot fu organizzata sotto il comando di Dönitz, che era Führer der Unterseeboote (comandante dei sommergibili). Nel 1939 un totale di 55 sommergibili venne diviso in flottiglie, ognuna con un numero di U-Boot variante da 5 a 8, alcune delle quali ricevettero il nome di eroi degli U-Boot della prima guerra mondiale.
Nel 1941 ebbe inizio la Rudeltaktik (tattica di gruppo) o tattica a branco di lupi: gruppi da 15 a 20 U-Boot pattugliavano le rotte in vicinanza della Gran Bretagna; quando un convoglio era avvistato, veniva inseguito da un sommergibile che ne trasmetteva per radio la posizione, la rotta e la composizione al quartier generale di Dönitz, con il quale si manteneva in collegamento, finché altri sommergibili non avevano ricevuto i loro ordini e preso contatto. Poi gli U-Boot attaccavano simultaneamente, ma in modo indipendente, per riferire in seguito il risultato della loro azione a Dönitz, il quale impartiva gli ordini per un ulteriore attacco o un nuovo pattugliamento.
Con l'adozione di questa tattica il tonnellaggio affondato aumentò costantemente e il 1942 si dimostrò l'anno più proficuo: gli U-Boot affondarono 1 160 navi, per un totale di circa 6 300 000 t. A poco a poco, però, il miglioramento delle tecniche d'assalto alleate e l'impiego di aeroplani a lungo raggio d'azione, di portaerei e di navi scorta dotate di radar cominciarono a dare risultati: tra l'aprile e il maggio del 1943 il tonnellaggio affondato dai sommergibili tedeschi iniziò a diminuire, mentre le loro perdite aumentavano. Questo è in parte imputabile anche alla capacità dei comandi alleati di decifrare i codici segreti del comando tedesco. È in questo periodo che i comandi alleati riescono a impossessarsi della macchina utilizzata dai tedeschi per decifrare il codice "Enigma". Le perdite fra i sottomarini tedeschi salgono dal 13 al 30% nel mese di maggio; allora gli U-Boot superstiti, circa 16, furono ritirati dall'Atlantico settentrionale. La metà del 1943 segnò una svolta nella battaglia dell'Atlantico; l'offensiva alleata iniziò a diventare sempre più consistente, mentre il tentativo tedesco di porne freno arrivò troppo tardi.
I sommergibili tedeschi, nel corso dell'intero conflitto mondiale, causarono la perdita di 175 navi da guerra alleate e 2 603 piroscafi da carico per un totale di 14 milioni di tonnellate. Più di 39 000 ufficiali e marinai prestarono servizio nei sommergibili tedeschi e 32 000 furono uccisi in azione, la proporzione più alta di tutte le altre forze durante la guerra.

#### Migliori assi degli U-Boot
| #  | Nome                         | Pattugliamenti | Navi affondate | Tonnellate affondate | Navi danneggiate | Tonnellate danneggiate | Note |
| -- | ---------------------------- | -------------- | -------------- | -------------------- | ---------------- | ---------------------- | --- |
| 1  | Otto Kretschmer              | 16             | 47             | 274 418 t            | 5                | 37 965 t               | Comandò i battelli U-35 (non in missioni di guerra), U-23 (8 pattugliamenti) ed U-99 (8 pattugliamenti). Il totale ricomprende 40 mercantili affondati per complessive 208 954 t, quattro navi da guerra affondate (il cacciatorpediniere HMS Daring e tre incrociatori ausiliari, tutte britanniche) per complessive 47 815 t, una nave mercantile catturata di 2 136 t, due mercantili affondati ma recuperati successivamente dal nemico per complessive 15 513 t, e 5 mercantili danneggiati per complessive 37 965 t; 5 delle navi affondate appartenevano a nazioni neutrali. Insignito della Croce di Cavaliere della Croce di Ferro con Fronde di Quercia e Spade. |
| 2  | Wolfgang Lüth                | 15             | 47             | 225 756 t            | 2                | 17 343 t               | Comandò i battelli U-13 (non in missioni di guerra), U-9 (6 pattugliamenti), U-138 (2 pattugliamenti), U-43 (5 pattugliamenti) ed U-181 (2 pattugliamenti). Il totale comprende 46 mercantili affondati per complessive 225 756 t, una nave da guerra affondata (il sommergibile francese Doris) di 552 t, e due mercantili danneggiati per complessive 17 343 t; 5 delle navi affondate appartenevano a nazioni neutrali. Insignito della Croce di Cavaliere della Croce di Ferro con Fronde di Quercia, Spade e Diamanti (uno dei due soli ufficiali della Kriegsmarine ad ottenere tale onorificenza).                                                                  |
| 3  | Erich Topp                   | 12             | 36             | 198 650 t            | 4                | 32 317 t               | Comandò i battelli U-57 (2 pattugliamenti), U-552 (10 pattugliamenti), U-3010 ed U-2513 (gli ultimi due non in missioni di guerra). Il totale comprende 35 mercantili affondati per complessive 197 460 t, una nave da guerra affondata (il cacciatorpediniere statunitense USS Reuben James) di 1 190 t, e 4 mercantili danneggiati per complessive 32 317 t; due delle navi affondate appartenevano a nazioni neutrali. Insignito della Croce di Cavaliere della Croce di Ferro con Fronde di Quercia e Spade. |
| 4  | Günther Prien                | 10             | 31             | 191 919 t            | 8                | 62 751 t               | Comandò unicamente il battello U-47. Il totale comprende 30 mercantili affondati per complessive 162 769 t, una nave da guerra affondata (la corazzata britannica HMS Royal Oak) di 29 150 t, ed 8 mercantili danneggiati per complessive 62 751 t; 4 delle navi affondate ed una delle navi danneggiate appartenevano a nazioni neutrali. Insignito della Croce di Cavaliere della Croce di Ferro con Fronde di Quercia. |
| 5  | Heinrich Liebe               | 9              | 34             | 187 267 t            | 1                | 3 670 t                | Comandò i battelli U-2 (non in missioni di guerra) ed U-38 (9 pattugliamenti). Tutte le navi affondate o danneggiate erano mercantili, e 10 delle navi affondate appartenevano a nazioni neutrali. Insignito della Croce di Cavaliere della Croce di Ferro con Fronde di Quercia. |
| 6  | Viktor Schütze               | 7              | 35             | 180 073 t            | 2                | 14 213 t               | Comandò i battelli U-19, U-11 (entrambi non in missioni di guerra), U-25 (3 pattugliamenti) ed U-103 (4 pattugliamenti). Tutte le navi affondate o danneggiate erano mercantili, e 5 delle navi affondate appartenevano a nazioni neutrali. Insignito della Croce di Cavaliere della Croce di Ferro con Fronde di Quercia. |
| 7  | Heinrich Lehmann-Willenbrock | 10             | 25             | 179 125 t            | 2                | 15 864 t               | Comandò i battelli U-8 (non in missioni di guerra), U-5 (1 pattugliamento), U-96 (8 pattugliamenti) ed U-256 (1 pattugliamento). Il totale comprende 24 mercantili affondati per complessive 170 237 t, un mercantile affondato ma recuperato dal nemico di 8 888 t, e due mercantili danneggiati per complessive 15 864 t; una delle navi affondate apparteneva ad una nazione neutrale. Insignito della Croce di Cavaliere della Croce di Ferro con Fronde di Quercia. |
| 8  | Karl-Friedrich Merten        | 5              | 27             | 170 151 t            | -                | -                      | Comandò unicamente il battello U-68. Tutte le navi affondate erano mercantili, nessuno appartenente a nazioni neutrali. Insignito della Croce di Cavaliere della Croce di Ferro con Fronde di Quercia. |
| 9  | Herbert Schultze             | 8              | 26             | 169 709 t            | 1                | 9 456 t                | Comandò i battelli U-2 (non in missioni di guerra) ed U-48 (8 pattugliamenti). Tutte le navi affondate o danneggiate erano mercantili, e 4 delle navi affondate appartenevano a nazioni neutrali. Insignito della Croce di Cavaliere della Croce di Ferro con Fronde di Quercia. |
| 10 | Werner Henke                 | 7              | 25             | 157 064 t            | 2                | 7 954 t                | Comandò unicamente il battello U-151. Il totale comprende 21 mercantili affondati per complessive 131 769 t, due navi da guerra affondate (un incrociatore ausiliario ed una nave appoggio idrovolanti britanniche) per complessive 19 277 t, una nave da guerra danneggiata (il cacciatorpediniere britannico HMS Marne) di 1 920 t, un mercantile ed una nave da guerra (uno sloop britannico) affondate ma recuperate dal nemico per complessive 6 018 t, ed un mercantile danneggiato di 6 034 t. Insignito della Croce di Cavaliere della Croce di Ferro con Fronde di Quercia.                                                                                       |

## Le navi di superficie
Delle due corazzate gemelle, varate nel 1939, la Tirpitz e la Bismarck, la seconda salpò per il suo primo ed ultimo viaggio il 18 maggio 1941, accompagnata dall'incrociatore pesante Prinz Eugen. Il 23 maggio 1941 le due navi tedesche ingaggiarono battaglia con le inglesi Prince of Wales (una nave da battaglia) e Hood (un incrociatore da battaglia). Quest'ultimo venne affondato con un colpo che investì in pieno la santabarbara; l'esplosione spezzò in due lo scafo, mentre la Prince of Wales, pur se colpita, riuscì a sganciarsi. La Bismarck, a sua volta danneggiata, cercò di riparare in un porto francese, ma, avvistata e nuovamente colpita da un seppur obsoleto aerosilurante della RAF che ne bloccò il timone, fu poi raggiunta dal grosso della flotta inglese e colò a picco il 27 maggio 1941. Su quest'episodio le testimonianze sono discordanti. Storicamente la marina inglese, appena ingaggiato il conflitto a fuoco, cercò subito di colpire il centro che dirigeva il fuoco della Bismarck (posto nel ponte alto, vicino alla sala comando). Una volta cieca, la nave subì per 45 minuti i colpi ed i siluri degli avversari senza però dare segni di cedimento. Ad un certo punto, improvvisamente, colò a picco, il che lascia ancora il dubbio se sia effettivamente stata messa fuori combattimento dai colpi avversari o se si sia autoaffondata.
Il Prinz Eugen riuscì invece a raggiungere Brest e a riunirsi con gli incrociatori da battaglia Scharnhorst e Gneisenau. Successivamente, però, come era già successo allo Gneisenau, anche gli altri due incrociatori furono colpiti dagli aerosiluranti e Hitler decise di spostare le tre unità in Norvegia.
Delle varie classi di cacciatorpediniere, Zerstörer 1934, Zerstörer 1936, Zerstörer 1936A, Zerstörer 1936B, tutte terminarono la guerra con perdite pesanti. La classe Zerstörer 1942 vide una sola unità varata, la Z51, ma mai entrata in servizio.
In seguito, dopo l'affondamento dello Scharnhorst nel dicembre del 1943, le altre grandi navi di superficie non attaccarono più i convogli nell'Artico. La Tirpitz fu anch'essa danneggiata e immobilizzata: aveva adoperato i suoi cannoni in combattimento una sola volta, per bombardare una postazione di artiglieria alle Spitzbergen.
Nel maggio del 1945 della flotta di superficie della Kriegsmarine rimanevano soltanto tre incrociatori di cui due, il Prinz Eugen e il Nurnberg indenni e una dozzina di cacciatorpediniere. Il Prinz Eugen fu ceduto alla marina americana, che lo utilizzò come nave bersaglio nel corso dei test atomici postbellici, nell'atollo di Bikini. In seguito ai danni riportati in questi test, venne affondato presso l'atollo di Eniwetok, dove tuttora è visibile la carena capovolta. Il Nurnberg fu invece ceduto alla Marina Sovietica e ribattezzato Admiral Makarov, in onore all'ammiraglio russo caduto in combattimento durante la Guerra russo-giapponese. L'incrociatore sarà alla fine demolito alla fine degli anni sessanta.

## Le navi corsare
Dopo la dichiarazione di guerra, le navi corsare di superficie tedesche che già si trovavano in mare, la Deutschland nell'Atlantico settentrionale e la Admiral Graf Spee a sud dell'equatore, iniziarono ad attaccare navi mercantili. La Admiral Graf Spee distrusse in totale 9 navi, durante la sua navigazione attraverso l'Atlantico meridionale e l'Oceano Indiano, ma finì per autoaffondarsi dopo la Battaglia del Río de la Plata, nel dicembre del 1939.
Altre navi mercantili trasformate in navi corsare, presero il mare: con un armamento nascosto, pari a quello di un incrociatore, erano in condizione di avvicinare le navi nemiche, senza attirare troppo l'attenzione. Tra il 1940 e il 1942 navi come la Thor, l'Atlantis e la Pinguin furono responsabili dell'affondamento di un numero notevole di navi alleate.

## Operazioni militari della Kriegsmarine
- Nordseetour (1940) - prima operazione in Atlantico della Admiral Hipper
- Weserübung (1940) - invasione di Danimarca e Norvegia
- Juno (1940) - intercettazione e distruzione dei rifornimenti Alleati diretti in Norvegia
- Wikinger (1940) - sortita tedesca nel mare del Nord
- Berlin (1941) - crociera in Atlantico della Scharnhorst e della Gneisenau
- Rheinübung (1941) - crociera in Atlantico della Bismarck e della Prinz Eugen
- Doppelschlag (1942) - operazione di intercettamento delle navi Alleate al largo di Novaja Zemlja da parte della Admiral Scheer e della Admiral Hipper
- Sportpalast (1942) - tentativo della flottiglia della Tirpitz di attaccare il convoglio Artico PQ-12 e QP-8
- Rösselsprung (1942) - operazione della flottiglia della Tirpitz di attaccare il convoglio Artic PQ-17
- Wunderland (1942) - operazione di intercettamento delle navi Alleate nel Mare di Kara da parte della Admiral Scheer
- Paukenschlag (1942) - campagna degli U-Boot al largo delle coste degli Stati Uniti
- Battaglia del mare di Barents (1942) - fallito attacco al convoglio Artico JW-51B, da parte della Admiral Hipper e della Lützow
- Cerberus (1942) - trasferimento della flottiglia da Brest ai porti tedeschi attraversando la Manica
- Ostfront (1943) - ultima operazione della Scharnhorst per intercettare il convoglio JW-55B
- Domino (1943) - seconda sortita Artica della Scharnhorst e della Prinz Eugen
- Zitronella (1943) - conosciuta anche come Operazione Sizilien, incursione su Spitzbergen (Svalbard) occupata dagli Alleati
- Annibale (1945) - (in tedesco Unternehmen Hannibal) operazione militare condotta dalla Kriegsmarine finalizzata all'evacuazione via mare di truppe e profughi civili dalla Curlandia, Prussia Orientale e dal Corridoio polacco

## Principali navi da militari affondate dalla Kriegsmarine
| Corazzate          | Corazzate         | Corazzate                          |
| Navi               | Data affondamento | Note                               |
| ------------------ | ----------------- | ---------------------------------- |
| HMS Royal Oak (GB) | 14 ottobre 1939   | affondata all'ancora dal U-47      |
| HMS Hood (GB)      | 24 maggio 1941    | affondata dalla corazzata Bismarck |
| HMS Barham (GB)    | 25 novembre 1941  | affondata dal U-331                |

fonte: German-navy.de
| Portaerei             | Portaerei         | Portaerei                                                         |
| Navi                  | Data affondamento | Note                                                              |
| --------------------- | ----------------- | ----------------------------------------------------------------- |
| HMS Courageous (GBK)  | 17 settembre 1939 | affondata dal U-29                                                |
| HMS Glorious (GB)     | 8 giugno 1940     | affondata dagli incrociatori da battaglia Scharnhorst e Gneisenau |
| HMS Ark Royal (GB)    | 14 novembre 1941  | affondata dal U-81                                                |
| HMS Audacity (GB)     | 21 dicembre 1941  | affondata dal U-751                                               |
| HMS Eagle (GB)        | 11 agosto 1942    | affondata dal U-73                                                |
| HMS Avenger (GB)      | 15 novembre 1942  | affondata dal U-155                                               |
| USS Block Island (US) | 29 maggio 1944    | affondata dal U-549                                               |

fonte: German-navy.de

## Galleria d'immagini

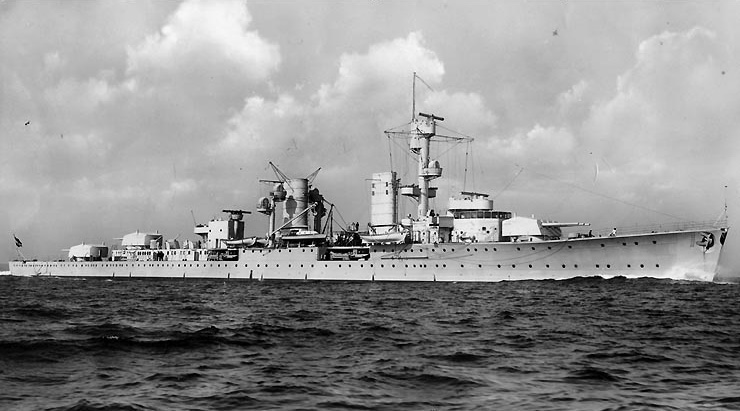
Incrociatore leggero Karlsruhe
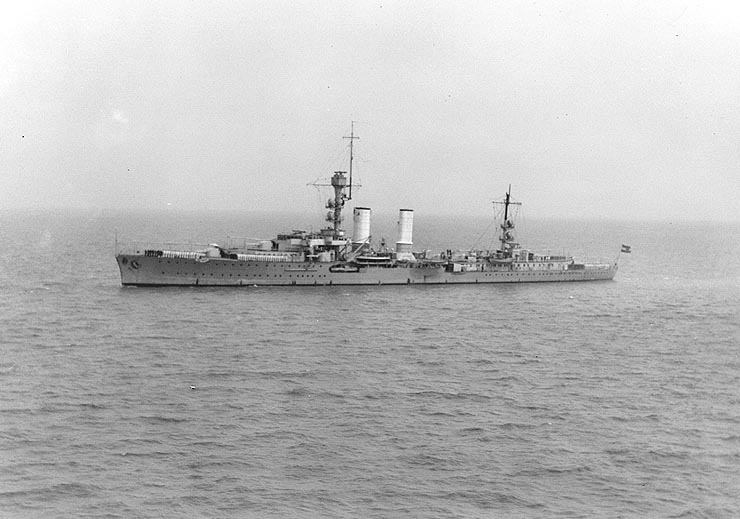
Incrociatore leggero Emden
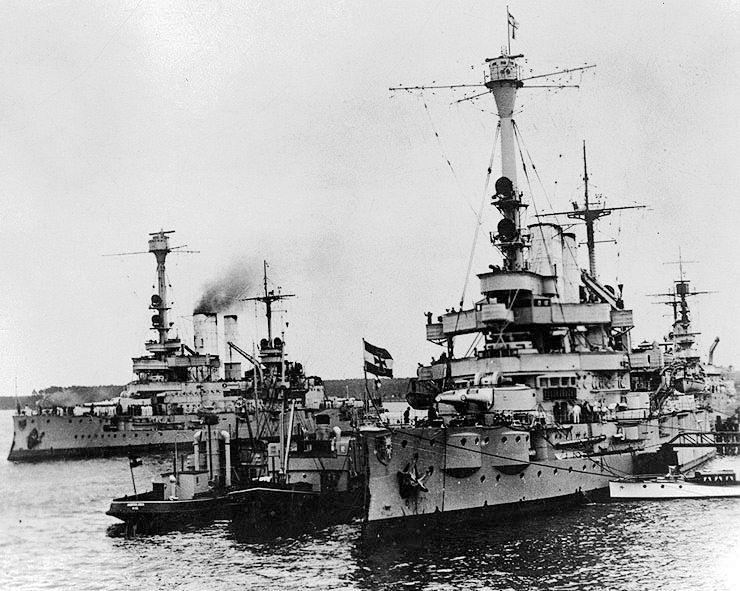
Nave di linea Schleswig-Holstein
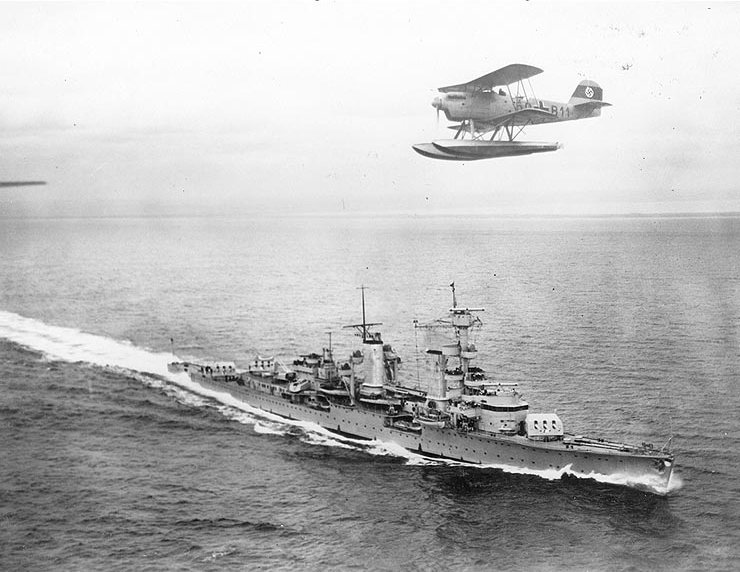
Incrociatore leggero Köln
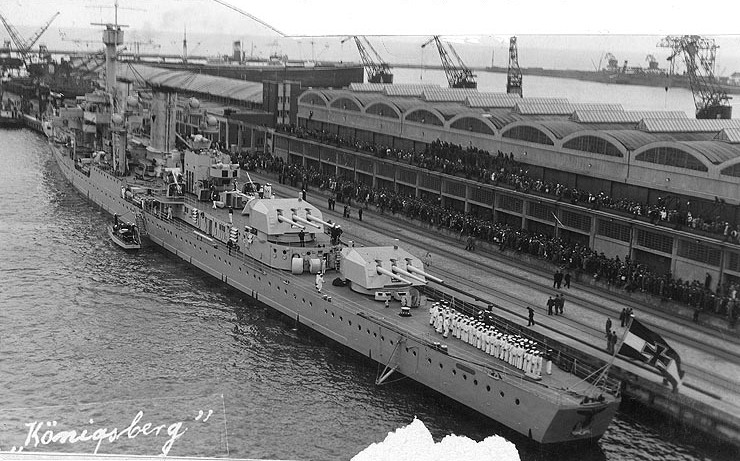
Incrociatore leggero Königsberg